# أنت لي
أنتِ لي، مجموعة شعرية من مؤلفات الشاعر العربي السوري نزار قباني، صدرت في عام 1950، عن دار المفيد في دمشق، سوريا. وهناك أربع طبعات من هذا الديوان آخرها كان في 1960م.

## عن الديوان
المجموعة الشعرية أنتِ لي لنزار قباني عبارة عن مجموعة من القصائد الشعرية، والتي يبلغ عددها حوالي 30 قصيدة، جاءت على النحو التالي:
أنتِ لي - معجبة - تطريز- الشقيقتان - كيف كان؟ - عند الجدار - الموعد المزور - سر - حكاية - أثواب تلفون - مانيكور- الفم المطيب - ضحكة - أحبك - الصليب الذهبي - وردة - المايوه الأزرق - ثوب النوم الوردي - نحت - خصر - هي - وشاية - أنامل - هرة - أحمر الشفاه - إلى لئيمة - حبيبي - نار -الآغارسون.
ديوان "أنت لي" هو واحد من الدواوين الأولى لنزار قباني، يجسد قباني في هذا الديوان الحب بكل حالاته التي يمر بها بداية من وصف الحبيبة، ومرورًا بكيف يلتقي بها الحبيب سرًا، والشائعات التي تحوم حول العاشقين، والمشكلات التي بينهما وغضب الحبيب على حبيبته وكرهه ومحبته لها في ذات الوقت، بالإضافة إلى العديد من المشاعر المتضاربة بين الأحبة. الديوان به العديد من القصائد الرائعة، وهو يعد من بين أهم الدواوين التي كتبها نزار قباني.
ديوان "أنت لي" للشاعر السوري الراحل نزار قباني يحمل بصمة خاصة على مستوى الحضور في ذهن القارئ العربي رغم رحيل صاحبه جسدًا، ليبقى متجسدًا في كلمات تحولت إلى موسيقا يتداولها ملايين العرب. حيث جاء الديوان حاملاً، دون إدراك من قباني حينها، المادة الخام لأغنيتين ستعيشان طويلاً على الرغم من مرور أكثر من سبعين عامًا على الديوان بنسخته الورقية المطبوعة. وقد جاء الديوان مكونًا من 30 قصيدة ترقص على حبال القافية حينًا وتتحرر منها حينًا آخر، فهناك قصيدة "هرة" التي غنى معظم أبياتها المطرب العراقي كاظم الساهر تحت عنوان "أكرهها" لتكون القصيدة علامة فارقة في الديوان المطبوع من ناحية، وفي الأغنية التي تعتمد قالب اللغة الفصحى من ناحية أخري. كما قامت الفنانة اللبنانية فيروز بغناء الكثير من أبيات قصيدة "حبيبي" في أغنية حملت اسم " لا تسألوني ما اسمه حبيبي".
وقصائد الديوان ككل نجت من الاطالة، فجاءت بما يتلائم مع الغاية الشعرية التي تهدف إلى التعبير عن الكثير بالقليل، وقول المقصود فقط دون الدوران في فلكه، وهذا ما يفسر كيف أن الــ30 قصيدة المكونة للديوان أمتدت على صفحات قليلة تصل إلى 45 صفحة تقريبًا، مما يجعل الديوان سهلاً وسريع القراءة، لا سيما باللغة التي يقدم نفسه بها، وهي اللغة السهلة التي أبرمت علاقة صلح أبدية بين الشاعر والقارئ.
"انت لي" ديوان شعري رائع عن الحب والغرام، حيث يتميز أسلوب قباني بالعاطفة سواء في شعره أو نثره، كما يتميز بالرقة والعفوية واستخدام الكلمات الدارجة، وقد تغزل بالمرأة وقال فيها الشعر حتى لقب بشاعر المرأة وعندما نتحدث عن قصيدة "أنت لي" فإننا نتحدث عن تحفة فنية من أروع ما أنتجه شعر الحب في العالم العربي، وهذه القصيدة تمكنت من أن تحتل مكانة خاصة في قلوب القراء، لتصبح رمزًا للحب العميق والشوق اللامتناهي، وقد تميز ديوان "أنت لي" دون غيره لعدة اسباب منها، اللغة السلسلة البسيطة، حيث استطاع قباني أن يعبر عن الحب العميق بلغة بسيطة وسهلة مما جعل ديوانه قريب من قلوب الناس، وهناك أيضًا الصور الشعرية البديعة، حيث تبرز في القصيدة صور شعرية ساحرة ترسم لوحات جمالية تعكس عمق العشق. وهناك أيضًا العاطفة الجياشة، حيث تتدفق العاطفة في كل سطر من الديوان لتصل إلى قلب القارئ وتسير فيه مشاعر الحب والشوق. وهناك أيضًا التأثير الموسيقي، حيث تحولت معظم قصائدها إلى انشودات غنائية.

## اقتباسات
یروون في ضیعتنا .. أنتِ التي أرجحُ
شائعة ٌ . أنا لھا مصفقٌ .. مسبحُ
وأدعھا بفم مزفھ التبجحُ
یا سعدھا روایة ألھو بھا وأمزحُ
لو صدقتْ قولتھم .. فلي النجومُ . مسرحُ
أو كذبت .. ففي ظنوني عبقُ لا یُمسحُ

لو أنت لي .. أروقة الفجر مدايَ الأفسحَ
منا .. ومن عیوننا . . ھذا الصباح یصبحُ
لي أنتِ .. مھما صنف الواشونَ ، مھما جرحوا
وحدي .. أجل وحدي .. ولن یرقى إلیكِ مطمحُ

لي میسة الزنار .. والخاصرة الموشحُ
والخال لي .. والشال لي .. والأسودُ المسرحُ
وكلّ ما فتحَ في الصدر .. وما یفتحُ

أنتِ .. ویكفیني أنا الغرور والتبجحُ (قصيدة "أنت لي")
أحبكِ .. حتى یتم انطفائي
بعینین ِ ،مثل اتساع السماء
إلى أن أغیبَ وریداً ..وریداً
بأعماق منجدل ٍ كستنائي
إلى أن أحس بأنك بعضي
وبعضُ ظنوني .. وبعضُ دمائي
أحبكِ .. غیبوبة ً لا تفیق
أنا عطشٌ یستحیل ارتوائي
أنا جعدة في مطاوي قمیص
عرفتُ بنفضاتھا كبریائي
أنا – عفو عینكِ – أنتِ . كلانا
ربیعُ الربیع .. عطاءُ العطاءِ
أحبكِ .. لا تسألي أي دعوى
جرحتُ الشموس أنا بادعائي
إذا ما أحبكِ .. نفسي أحب

فنحن الغناءُ .. ورجعُ الغناءِ.. (قصيدة أحبك من ديوان "أنت لي")